# 助郷
助郷（すけごう）は、日本における労働課役の一形態。江戸時代に、徳川幕府が諸街道の宿場の保護、および、人足や馬の補充を目的として、宿場周辺の村落に課した夫役のことを言う。
また、夫役の対象となった村を指して言う「助郷村（すけごうむら、すけごうそん）」も、略されて「助郷」と呼ばれる場合がある。

## 概要
初めは臨時で行われる人馬徴発であったが、参勤交代など交通需要の増大に連れ、助郷制度として恒常化した。
人馬提供の単位となった村も、これに課した夫役と同様に「助郷」と呼び、「定助郷」「代助郷」「宿付助郷」「増助郷」「加助郷」「当分助郷」などの名があった。当初、助郷村の範囲は宿場の近隣であったが、次第に遠方にも拡大され10里以上の所もあった。
村が人馬を提供できない場合、金銭で代納することになっていた。助郷務めは早朝から夜間に及ぶため、徴発された村民（農民）は宿場での前泊や後泊を余儀なくされる場合が多いなど負担が重く、それにもかかわらず、法定の報酬はわずかであった。さらに、村民の中には、助郷務めをきっかけとして宿場女郎にのめり込み、身を持ち崩す者も現れるなど、間接的な被害も大きかった。このこともあり、次第に金銭代納が一般化していった。また、人足の要員としては非合法に浮浪者や無宿者などが充てられることもあった。
日光道中では、元禄9年（1696年）に常設の「定助郷」を編成した。享保10年の名称改正以前は「大助」と呼称されていた。当初は宿駅の要請で公儀御用の管理が困難であり、知行する領主の責任と差配によるものであったが、編成後は宿駅から至近距離にある村々は道中奉行による助郷証文よって勤め高に基づいて定助郷が固定化さ支配された。
江戸時代末期には人馬需要の激増があり、宿とともに周辺村々に対しても、助郷役「負担」による村財政と農民生活の影響について、丸山雍成による『近世宿駅の基礎的研究』にしめされている。
江戸後期の助郷役の負担は、中山道の宿駅でもみられ、宿駅や助雛附の輸送量と通行者が増加による繁栄した一方で、無賃､または低賃銭の伝馬役などの負担があり､その不足分を補填のため助郷村の財政が窮乏し､「幕府や藩に窮状を訴えて減免を願い､宿駅と助郷村の紛争も相次いだ」という｡
明治5年（1872年）に、助郷制度は廃止された。